# Arachnodes mahafalyensis
Arachnodes mahafalyensis là một loài bọ cánh cứng trong họ Bọ hung (Scarabaeidae).